# 팅스뤼드시

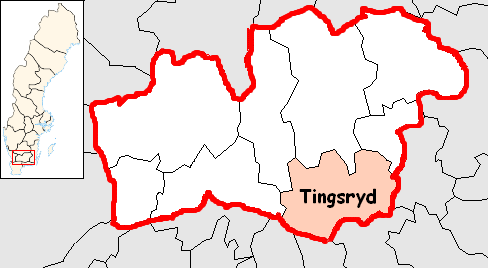
팅스뤼드 시의 위치

팅스뤼드시(스웨덴어: Tingsryds kommun)는 스웨덴 크로노베리주에 위치한 지방 자치체로 행정 중심지는 팅스뤼드이며 면적은 1,207.24km2, 인구는 12,393명(2016년 12월 31일 기준), 인구 밀도는 10명/km2이다.

시 문장